# Горина
Горина је насељено место града Лесковца у Јабланичком округу. Према попису из 2022. било је 553 становника.
Овде се налази Капела Светог Пантелејмона у Горини.

## Етимологија
Село је добило име по шуми — гори у којој је насељено.

## Географија

### Положај
Горина је, као и Брза, потпланинско село засељено на месту rде река Горинка излази из планине и улази у алувијалну раван Ветернице. Од Брзе је удаљена за око два километра југозападно, а од Лесковца 22 километра када се иде путем преко Вучја и Брзе. И ово село, као и Брза, има свој заселак који се зове Новков Рид. Али, док заселак Брзе Влашко Поље лежи у равници, Новков Рид је засељен дубоко у планини Кукавици.

### Хидрографија
Кроз село Горину протиче планинска река Горинка. И ова река има у свом горњем делу изнад села два крака: један извире из Базјака, под Новковоридском шумом, а други у Лудињу. Онај крак који извире на локалитету Базјак зове се Голема река, његов ток је дужи, а извориште му је под Бабиним гробом, док онај крак који извире из локалитета Лудиње има краћи ток и мању водену масу носи назив Мала река, са извориштем испод Црног Врха. Оба крака се код цркве Светог Пантелејмона спајају и од места њиховог састава река носи име Горинка.
У атару овог села има извора: Јеје, Турски кладенац, а сем тога свака кућа има бунар. Вода из бунара у селу Горини је лака, здрава планинска вода.

### Земља
Горина има атар који захвата 1.136 хектара, од којих су 376 хектара под обрадивом земљом, 34 хектара под воћем, а 634 хектара под шумом. У обрадивој земљи нешто је слабија од Брзе, под воћњацима има исти простор као и Брза, а под шумом има више од ње близу 200 хектара.
3eмљa носи ове називе: Орашје, Шубарке, Гарине, Трска-Бара, Спаинске њиве, Попадикине крушке, Новков рид, Струља арница, Качарница, Средњи рид, Вучете-Врачарица, Мала река, Црни врх, Кочине, Арнице (и шума) – све њиве; Горње ливаде, Јеје (Доље ливаде или Извор), Прогон, Црни врх-ливаде; Преслап – остра јела, Средњи рид, Новков рид до било – Бабин гроб, Острика и Голи pид – под шумом.

## Историја
Село Горина се помиње као село у Дубочици крајем 14. века. Оно је било баштина властелина Jyra, па га је он даровао руcком манастиру у Светој Гори Светом Пантелејмону, а тај дар властелина Југа потврдио деспот Стефан Лазаревић 1395. rодине актом који је сачињен у Новом Брду када је те године у њему боравио са својом мајком књегињом Милицом и братом Вуком. Тако је ово село постало метох једног далеког манастира за који је имало да работи, а било ослобођено свих работа и давања према ма коме у земљи. Отуда је и црквица у атару овог села, завучена у кланац Горинке, мала и једноставна грађевина посвећена истом свецу Светом Пантелејмону. И Хан помиње Горину и наводи да је 1858. године имала 20 кућа. Како наводи Милан Ђ. Милићевић, после ослобођења од Турака, дакле за 20 година, Горина је порасла на 63 пореске главе, што је представљало већи раст од оног који је забележен код села Брзе.
И Горину су Турци почитлучили, па је она, пред крај турске власти, имала 3 господара. То су били: Демир, у западном делу, Бислим у средини села, и Иса у Шубарској махали. Демир јe био по народности Арбанас и живео је у Горини, док су друга двојица живели у Лесковцу.
Господар села Горине Бислим после ослобођења се нагодио са оним сељацима који су њему припадали у погледу накнаде за имање, па ти сељаци нису плаћали држави аграрни дуг. Они који нису имали новца, имање су узели на облигацију лесковачких чаршилија, а они исплатили Бислима. Сељаци су после облигације исплаћивали Лесковчанима, међу којима је био неки из рода Шућуранских. Шта је било са људима који су били потчињени господару Иси, није познато. Углавном, сељаци овог села нису плаћали аграрни дуг држави, нити је ма коме за наплату тог дуга продавана имовина.

## Демографија
У насељу Горина живи 594 пунолетна становника, а просечна старост становништва износи 41,6 година (40,5 код мушкараца и 42,8 код жена). У насељу има 184 домаћинства, а просечан број чланова по домаћинству је 3,98.
Ово насеље је великим делом насељено Србима (према попису из 2002. године), а у последња три пописа, примећен је пад у броју становника.
|             | \| Демографија[2] \| Демографија[2] \| Демографија[2] \| \| Година \| Становника \| Становника \| \| -------------- \| -------------- \| -------------- \| \| 1948. \| 702 \| \| \| 1953. \| 777 \| \| \| 1961. \| 774 \| \| \| 1971. \| 820 \| \| \| 1981. \| 822 \| \| \| 1991. \| 821 \| 807 \| \| 2002. \| 732 \| 754 \| \| 2011. \| 652 \| \| \| 2022. \| 553 \| \| |            |
| Демографија | |            |
| Година      | Становника | Становника |
| 1948.       | 702 |            |
| 1953.       | 777 |            |
| 1961.       | 774 |            |
| 1971.       | 820 |            |
| 1981.       | 822 |            |
| 1991.       | 821 | 807        |
| 2002.       | 732 | 754        |
| 2011.       | 652 |            |
| 2022.       | 553 |            |

| Етнички састав према попису из 2002.‍ | Етнички састав према попису из 2002.‍ | Етнички састав према попису из 2002.‍ | Етнички састав према попису из 2002.‍ | Етнички састав према попису из 2002.‍ |
| ------------------------------------ | ------------------------------------ | ------------------------------------ | ------------------------------------ | ------------------------------------ |
|                                      |                                      |                                      |                                      |                                      |
| Срби                                 | Срби                                 |                                      | 714                                  | 97,54%                               |
| Роми                                 | Роми                                 |                                      | 14                                   | 1,91%                                |
| Македонци                            | Македонци                            |                                      | 1                                    | 0,13%                                |
| непознато                            | непознато                            |                                      | 2                                    | 0,27%                                |

| Година пописа     | 1948. | 1953. | 1961. | 1971. | 1981. | 1991. | 2002. |
| ----------------- | ----- | ----- | ----- | ----- | ----- | ----- | ----- |
| Број домаћинстава | 115   | 122   | 151   | 177   | 192   | 193   | 184   |

| Број чланова      | 1  | 2  | 3  | 4  | 5  | 6  | 7  | 8 | 9 | 10 и више | Просек |
| ----------------- | -- | -- | -- | -- | -- | -- | -- | - | - | --------- | ------ |
| Број домаћинстава | 19 | 34 | 23 | 31 | 28 | 33 | 15 | 0 | 1 | 0         | 3,98   |

| Пол    | Укупно | Неожењен/Неудата | Ожењен/Удата | Удовац/Удовица | Разведен/Разведена | Непознато |
| ------ | ------ | ---------------- | ------------ | -------------- | ------------------ | --------- |
| Мушки  | 302    | 56               | 217          | 25             | 4                  | 0         |
| Женски | 318    | 44               | 220          | 53             | 1                  | 0         |
| УКУПНО | 620    | 100              | 437          | 78             | 5                  | 0         |

| Пол    | Укупно                    | Пољопривреда, лов и шумарство | Рибарство                            | Вађење руде и камена | Прерађивачка индустрија       |
| ------ | ------------------------- | ----------------------------- | ------------------------------------ | -------------------- | ----------------------------- |
| Мушки  | 161                       | 76                            | 0                                    | 0                    | 31                            |
| Женски | 80                        | 29                            | 0                                    | 0                    | 27                            |
| УКУПНО | 241                       | 105                           | 0                                    | 0                    | 58                            |
| Пол    | Производња и снабдевање   | Грађевинарство                | Трговина                             | Хотели и ресторани   | Саобраћај, складиштење и везе |
| Мушки  | 4                         | 13                            | 9                                    | 0                    | 6                             |
| Женски | 0                         | 0                             | 4                                    | 1                    | 4                             |
| УКУПНО | 4                         | 13                            | 13                                   | 1                    | 10                            |
| Пол    | Финансијско посредовање   | Некретнине                    | Државна управа и одбрана             | Образовање           | Здравствени и социјални рад   |
| Мушки  | 0                         | 0                             | 6                                    | 8                    | 5                             |
| Женски | 0                         | 0                             | 0                                    | 6                    | 9                             |
| УКУПНО | 0                         | 0                             | 6                                    | 14                   | 14                            |
| Пол    | Остале услужне активности | Приватна домаћинства          | Екстериторијалне организације и тела | Непознато            | Непознато                     |
| Мушки  | 0                         | 0                             | 0                                    | 3                    | 3                             |
| Женски | 0                         | 0                             | 0                                    | 0                    | 0                             |
| УКУПНО | 0                         | 0                             | 0                                    | 3                    | 3                             |

## Саобраћај
Горина се налази на путу који иде од Вучја преко Брзе, па заобилази Букову Главу западно, на удаљености од око једног километра, и избија на реку Ветерницу изнад самог села Мирошевца, где премошћује реку и спаја се са путем који иде из Мирошевца за Вину и Барје и даље на југ и југозапад. Према томе, у Горину се може стићи и заобилазним путем преко Мирошевца који је, од оног преко села Брзе, за 2—3 километра дужи.

## Галерија
- Доња црква
- Доња црква
- Капела Светог Пантелејмона
- Капела Светог Пантелејмона
- Месна канцеларија
- Споменик палим борцима
- Дрво запис код капеле Светог Пантелејмона
- Основна школа Славко Златановић